# بيرترام واينر
بيرترام بارني واينر (بالإنجليزية: Bertram Wainer)‏ (30 ديسمبر 1928 - 16 يناير 1987) طبيب أسترالي نجح في حملته من أجل الوصول القانوني إلى الإجهاض للنساء في ولاية فيكتوريا. خلال هذه العملية ، تلقى تهديدات متعددة بالقتل من شرطة فيكتوريا ونجا على الأقل من ثلاث محاولات لاغتياله، بما في ذلك إطلاق النار والحرق العمد. وكان يعمل أيضا للكشف عن الفساد السياسي وفساد الشرطة.